# Narycia educta
Narycia educta är en fjärilsart som beskrevs av Edward Meyrick 1920. Narycia educta ingår i släktet Narycia och familjen säckspinnare. Inga underarter finns listade i Catalogue of Life.